# ملح مبارك

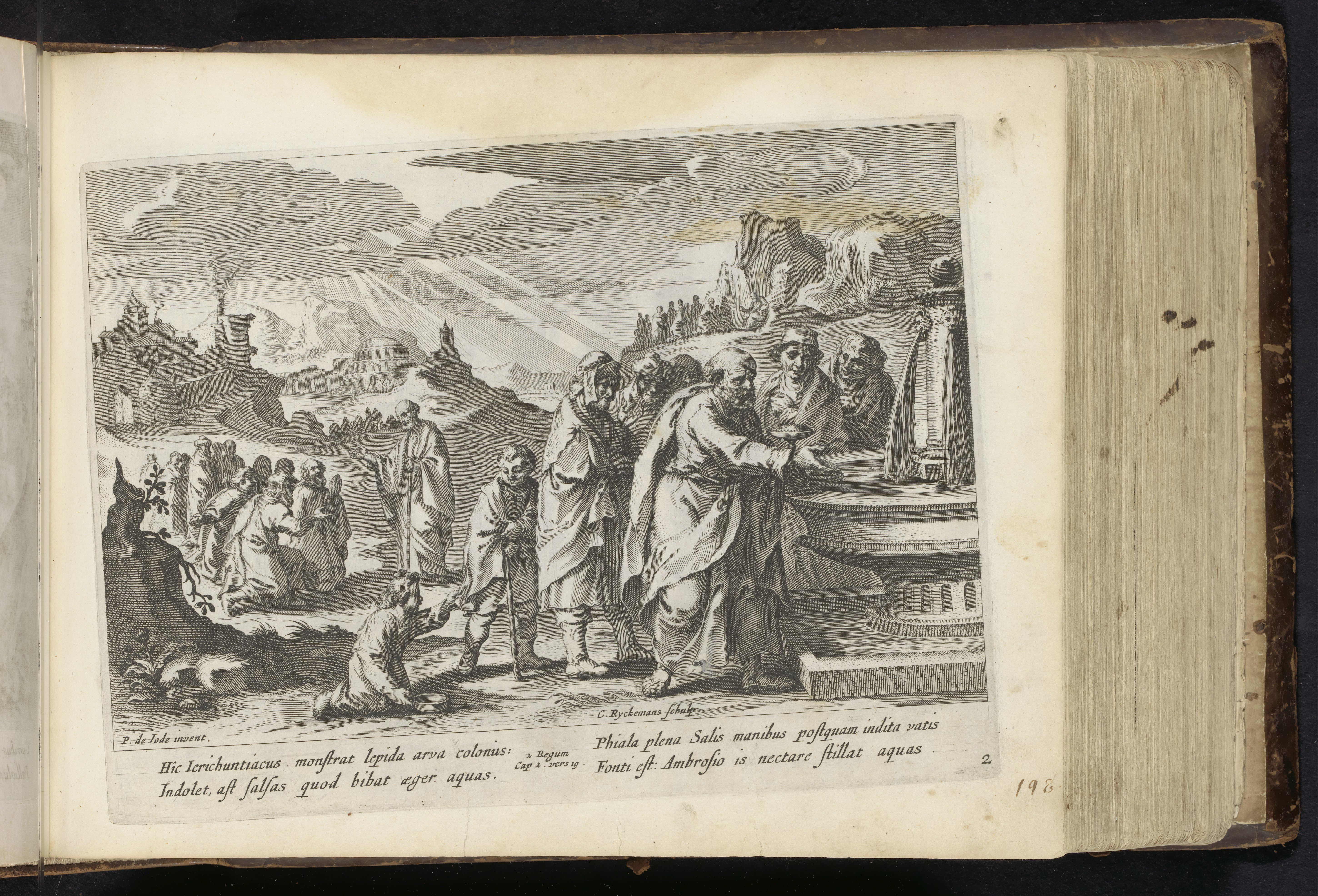
إليشع يسكب الملح على مياه أريحا.

الملح المبارك استُخدم بأشكال متنوعة عبر تاريخ المسيحية. وكثيرًا ما كان المسيحيون الأوائل يتذوقون الملح المبارك بالتزامن مع المعمودية. في القرن الرابع، أطلق القديس أوغسطينوس على هذه الممارسات اسم "الأشكال المرئية للنعمة غير المرئية". إلا أن استخدامه الحديث كسرٍّ مقدس لا يزال يقتصر في الغالب على استخدامه مع الماء المقدس في الكنيسة الأنجليكانية والكنيسة الرومانية الكاثوليكية.